# モイセス・ウルタード
モイセス・ウルタード・ペレス（Moisés Hurtado Pérez, 1981年2月20日 - ）は、スペイン・サバデイ出身の元サッカー選手。現役時代のポジションはMF。

## 経歴
RCDエスパニョールの下部組織出身。2001-02シーズンの最終戦でトップデビューしたが、その後もしばらくはBチームでプレーした。2004-05シーズンはセグンダ・ディビシオンのSDエイバルにレンタル移籍し、2005年夏にエスパニョールに復帰してからは2009年までの3年半の契約を結び直した。2005-06シーズンはリーグ戦14試合に出場し、UEFAカップのUSチッタ・ディ・パレルモ戦ではゴールを決めた。
2006-07シーズンの開幕戦、セルタ・デ・ビーゴ戦でプリメーラ・ディビシオン初得点を決めた。同シーズンには12枚のイエローカードを受けた。UEFAカップでは準決勝のヴェルダー・ブレーメン戦ファーストレグで先制点となるヘディングシュートを決めた。2試合合計5-1で決勝に進出し、スコットランドのハムデン・パークで行われた試合に臨んだ。惜しいミドルシュートを放つなどしたが、68分にアレクサンドル・ケルジャコフへのファウルで2枚目のイエローカードを受け、退場処分となった。クラブは延長戦及びPK戦の末にセビージャFCに敗れた。2007-08シーズンは34試合に出場したが、前シーズン同様に12枚のイエローカードを受け、翌シーズンも同じ枚数のイエローカードを受けた。
2010年8月下旬、エスパニョール時代の恩師エルネスト・バルベルデ監督が率いるギリシャ・スーパーリーグのオリンピアコスFCと3年契約を結んだ。2010-11シーズンはリーグ戦18試合に出場し、クラブは優勝を果たした。
2011年8月31日、グラナダCFに移籍した。
2013年2月1日にジローナFCへ加入。翌シーズン終了後、クラブを退団することが発表された。

## タイトル
エスパニョール
- コパ・デル・レイ : 2005-06

オリンピアコス
- ギリシャ・スーパーリーグ : 2010-11